# Tubaran
Tubaran è una municipalità di quarta classe delle Filippine, situata nella Provincia di Lanao del Sur, nella Regione Autonoma nel Mindanao Musulmano.
Tubaran è formata da 21 baranggay:
- Alog
- Bagiangun
- Beta
- Campo
- Datumanong
- Dinaigan
- Gadongan
- Gaput
- Guiarong
- Madaya
- Malaganding
- Metadicop
- Mindamudag
- Pagalamatan
- Paigoay-Pimbataan
- Poblacion (Buribid)
- Polo
- Riantaran
- Tangcal
- Tubaran Proper
- Wago